# (1747) Wright
(1747) Wright est un astéroïde aréocroiseur.

## Description
(1747) Wright est un astéroïde aréocroiseur. Il présente une orbite caractérisée par un demi-grand axe de 1,71 UA, une excentricité de 0,11 et une inclinaison de 21,4° par rapport à l'écliptique.

## Compléments